# António Henriques da Silveira
António Henriques da Silveira (Estremoz, 1725 - 1811) foi um juiz e escritor português.

## Biografia
Nasceu em pleno reinado de D. João V de Portugal, no seio duma família burguesa em ascensão, filho de Barnabé Henriques, natural de Borba de Godim, Felgueiras, termo de Guimarães, que começou por ser criado duma casa de curtidores ou surradores de peles e, seguindo esse ofício por conta própria, chegou a Capitão de Ordenanças da Vila de Estremoz e 1.º Senhor do Palácio dos Henriques, depois Palácio Tocha, e de sua mulher, da qual foi segundo marido, Josefa Maria da Silveira, viúva dum surrador, foi o 2.º Senhor do Palácio dos Henriques.
Entre 1748 e 1754, decorreu no Arcebispado de Évora o seu Processo de Habilitação de Genere, para ser admitido a Prima Tonsura e a Ordens Menores.
Foi Lente de Prima de Cânones e Presidente dos Actos Grandes da Faculdade de Cânones da Universidade de Coimbra e Colegial de São Paulo, sendo mencionado na obra de Francisco de Melo Franco, O Reino da Estupidez, Poema herói-cómico-satírico em 4 cantos, 1785.
Era Sócio Correspondente da Academia Real das Ciências de Lisboa e Juiz Desembargador Honorário do Paço.
É uma figura destacada da ilustração portuguesa do século XVIII que tem sido, até hoje, injustamente ignorado. Adaptou-se facilmente ao rápido desenrolar dum dos períodos mais dinâmicos da História de Portugal, durante os reinados de D. José I de Portugal e D. Maria I de Portugal e D. Pedro III de Portugal, cujas diversas etapas a longevidade lhe permitiu percorrer. Além da memória publicada, deixou testemunhado o seu pensamento em diversos manuscritos referidos no estudo intitulado António Henriques da Silveira e as "Memórias analíticas da vila de Estremoz", em textos dos quais apenas conhecemos o nome, e, porventura, ainda em mais trabalhos entretanto esquecidos ou destruídos pelo tempo.
Escreveu:
- Memória sobre a agricultura e população da província do Alentejo, in Tomo I da Primeira Parte das Memórias Económicas da Academia Real das Ciências de Lisboa para o Adiantamento da Agricultura, das Artes, e da Indústria em Portugal, e suas Conquistas, Lisboa, 1789, pp. 41–122[2][12]

Entre os seus inéditos, destacam-se:
- Memorias Annaliticas da Villa de Estremoz[3]

Foi sepultado na Igreja de São Francisco, em Estremoz.